# Обдаровані (телесеріал)
Обдаровані (англ. The Gifted) — це американський телевізійний серіал, створений Меттом Ніксом на замовлення Fox, заснований на марвелівських персонажах Люди Ікс та пов'язаний з серією фільмів Люди Ікс. Випускається 20th Century Fox Television спільно з Marvel Television, Нікс виступає в ролі шоуранера.

## Опис
Серіал розгортається в альтернативній реальності, де Люди Ікс зникли. Двоє звичайних батьків врятували свою сім'ю від уряду після виявлення мутантських здібностей у їхніх дітей, приєднавшись до підпільної спільноти мутантів, яка бореться за виживання.
У фіналі першого сезону декілька членів підпільної групи відходять, щоб стати частиною Внутрішнього Кола, і у другому сезоні розгортається конфлікт між цими фракціями, а також з іншими групами, які мають свої радикальні ідеології.

## Актори та персонажі
- Стівен Моєр — Рід Стракер:

Батько мутантів намагається збалансувати свої сімейні обов’язки з роботою окружного прокурора. Пізніше з'ясовується, що Рід є мутантом зі здатністю генерувати та маніпулювати енергією, а також розкладати матерію. 
- Емі Акер в ролі Кейтлін Стракер:

Мати та медсестра борються зі своїми «все більш складними» дітьми-підлітками . 
- Шон Тіл у ролі Маркоса Діаса/Екліпса:

Бунтарський мутант, який може поглинати фотони та маніпулювати ними. Екліпс був відкинутий своїми людськими батьками, і він виріс на контрабанді наркотиків з Мексики до Сполучених Штатів. Підпільники-мутанти використовують його, щоб контрабандою переправляти мутантів у безпечне місце до Мексики.
- Наталі Елін Лінд у ролі Лорен Стракер:

Один із центральних дітей серії, «ідеальна» дитина. Її сила дозволяє їй створювати силові поля, зштовхуючи разом молекули повітря або води.
- Персі Хайнс Вайт в ролі Енді Стракера:

Один із центральних дітей серіалу, чуйний самотник, який тримається осторонь. Його мутантна сила є формою телекінезу, здатності розривати речі на молекулярному рівні своїм розумом.
Кобі Белл як Джейс Тернер:
Людина, яка бореться з холоднокровними вимогами своєї роботи. Тернер є агентом Sentinel Services, який намагається знайти Стракерів та інших мутантів. Нікс сказав, що персонаж — це «більше, ніж просто лиходій, який сподівається схопити всіх надпотужних людей до останнього», а замість цього намагається збалансувати захист суспільства з позбавленням прав мутантів.
- Джеймі Чанг у ролі Кларіс Фонг / Блінк:

«Саркастичний, жвавий» мутант зі здібностями до телепортації. «Незалежно мисляча» учасниця мутантного підпілля, Блінк починає серіал, використовуючи свої здібності як «вихід із ситуацій, у яких вона не хоче потрапляти», але її здібності та стосунки з ними розвиваються протягом серіалу. Чанг носить міцні контактні лінзи, щоб зобразити мутантні зелені очі Блінк, а також має рожеві плями на її обличчі.
- Блер Редфорд у ролі Джона Праудстар/Тандерберд:

Вольовий мутант, який володіє надлюдською силою, витривалістю, покращеним лікуванням і надлюдськими відчуттями, лідер підпільної спільноти.
- Емма Дюмон — Лорна Дейн / Поляріс:

Хоробрий і відданий мутант, чиї здібності включають контроль над магнетизмом. Вона представлена як "нестабільна" через біполярний розлад.  Персонаж зображений із зеленим волоссям, як у коміксах, але «з приглушеними відтінками зеленого».
- Скайлер Семюелс у ролі сестер Фрост:

Есме, Софі та Фібі Фрост — телепатична трійня зі своїм власним планом, відмінним від планів мутантів підпілля, Sentinel Services і Trask Industries.
- Грейс Баєрс у ролі Ріви Пейдж:

Лідерка "Внутрішнього Кола" з елітною групою послідовників з'являється у другому сезоні. Вона має руйнівну звукову силу.

## Сезони
| Сезон | Сезон | Епізоди | Оригінальна дата показу | Оригінальна дата показу |
| Сезон | Сезон | Епізоди | прем'єра сезону         | фінал сезону            |
| ----- | ----- | ------- | ----------------------- | ----------------------- |
|       | 1     | 13      | 2 жовтня 2017           | 15 січня 2018           |
|       | 2     | 16      | 25 вересня 2018         | 26 лютого 2019          |

## Історія створення та реліз
Серіал отримав замовлення на пілотну серію від компанії Fox після того, як попередня спроба створення телевізійного серіалу про Людей Ікс не мала успіху в 2016 році; Серіал «Обдаровані» було офіційно замовлено в травні 2017 року.
Перший сезон «обдарованих» вийшов 2 жовтня 2017 року, і складається з 13 епізодів. Серіал отримав в основному позитивні відгуки від критиків, зокрема, за його соціальні коментарі та акторський склад.
В січні 2018, серіал був продовжений до 16-епізодного другого сезону, який випускався з 25 вересня, 2018 по 26 лютого 2019.
18 квітня 2019 року канал FOX закрив телесеріал після двох сезонів.